# Jan Czernecki
Jan Czernecki (ur. 24 listopada 1871 w Stroniatynie, zm. 10 marca 1955 w Krakowie) – wydawca, księgarz, historyk, pisarz, fotograf.

## Życiorys
Urodził się w 1871 r. w Stroniatynie, w rodzinie duchownego greckokatolickiego Wasyla i Olimpii z Kruszyńskich. Młodość spędził w Stroniatynie i Sielcu bełzkim k. Krystynopola, gdzie jego ojciec objął w 1884 r. parafię. Do szkół uczęszczał w Sokalu i we Lwowie, studiował w Wiedniu. Pracę zawodową rozpoczął na stanowiskach urzędniczych w różnych miastach Galicji, by ok. 1898 r. trafić do Wieliczki. Tu zrezygnował z kariery urzędniczej, rozpoczął pracę jako fotograf, a w 1905 r. założył wydawnictwo pod nazwą Wydawnictwo Kart Pocztowych i Artystycznych.
W 1902 r., uzyskał od c. k. Krajowej Dyrekcji Skarbu we Lwowie zlecenie na wykonanie, a następnie opublikowanie fotografii wnętrz Kopalni Soli w Wieliczce. Jan Czernecki wykonał dokumentację fotograficzną zabytkowych komór i kaplic, wyposażenia technicznego i urządzeń transportowych oraz górników podczas pracy w kopalni. Ponadto w latach 1908–1910 na zlecenie władz salinarnych wykonał ponad 40 fotografii dokumentujących majątek nieruchomy Saliny Wielickiej. Udało mu się utrwalić m.in. widoki budynków mieszkalnych urzędników salinarnych, nadszybi, magazynów, szpitala, szkoły i Muzeum Salinarnego oraz Zamku Żupnego – siedziby ówczesnego Zarządu Salinarnego w Wieliczce.
Wykonane wtedy zdjęcia stały się ilustracjami do wydanych w 1903 r. przewodników Feliksa Piestraka: W podziemiach wielickich oraz Kilka słów o Wieliczce i jej kopalniach. Ukazały się również cykle pocztówkowe z widokami zabytków kopalni, oraz miasta Wieliczki.
Jan Czernecki staje się mecenasem wielu młodopolskich artystów, najbliższa przyjaźń łączyła go z Włodzimierzem Tetmajerem. Malarstwo rozpowszechnia w formie kolorowych pocztówek i albumów, ukazuje się około 400 wzorów pocztówek - reprodukcji dzieł ponad 49 najlepszych, polskich malarzy.
Początkowo niewielkie wydawnictwo Czerneckiego drukowało pocztówki, książki i albumy, korzystając z drukarni Wacława Anczyca i Czasu. W roku 1911 otrzymało koncesję na własną drukarnię,  powiększyło się również o księgarnię. W 1915 r. wobec zawirowań I wojny światowej Jan Czernecki zdecydował się przenieść działalność księgarsko - wydawniczą do Krakowa, gdzie osiadł na stałe. W Krakowie Czernecki kontynuuje działalność wydawniczą, angażując się również w przedsięwzięcia społeczne i filantropijne. 3 maja 1928 r. został odznaczony Krzyżem Kawalerskim Orderu Odrodzenia Polski.
Wybuch II wojny światowej uniemożliwił dalsze prowadzenie wydawnictwa. Jan Czernecki podejmuje pracę nad monografią poświęconą rodowi Radziwiłłów, książka nie doczeka się wydania drukiem. Po wojnie, w 1951 roku wydawnictwo zostaje przejęte przez państwo i wcielone w struktury Domu Książki.
Jan Czernecki zmarł w 1955 r. w Krakowie, spoczął na cmentarzu Rakowickim (kwatera XXXVIII-13-8).

## Dzieła
- Mały Król na Rusi i jego stolica Krystynopol z Pamiętnika klasztornego 1766–1787 i z innych źródeł zebr. i zestawił Jan Czernecki, wyd. Księgarnia Jana Czerneckiego, 1939 r.
- Radziwiłłowie Szkice sylwetek poszczególnych członków rodu. 1944–45 r. (maszynopis).
- Kasztelanowa Katarzyna z Potockich Kossakowska i jej anegdoty z pamiętników i innych źródeł zebrane. Wstęp H. Mościckiego. Egz. korekty szczotkowej, 1939 r.
- Włodzimierz Tetmajer, seria: Współczesne malarstwo polskie, z. II, Kraków Nakładem J. Czerneckiego w Wieliczce, Druk: W. L. Anczyca i Spółki, 1911 r.
- Historie i anegdoty kasztelanowej Katarzyny z Potockich Kossakowskiej. Wydawca: Fundacja Ars Restituta. Kraków 2019.  ISBN 978-83-948-5292-4.
- Wspomnienia. Włodzimierz Tetmajer. Józef Mehoffer. Wiktor Poraj-Chlebowski. Wincenty Kasprzycki. Wydawca: Fundacja Wydawnictwo im. Jana Czerneckiego. Kraków 2021. ISBN 978-83-961577-1-3.
- Hieronim Florian ks. Radziwiłł. Wydawca:  Fundacja Wydawnictwo im. Jana Czerneckiego. Kraków 2023. ISBN 978-83-961577-3-7.
- Włodzimierz Tetmajer,  przyjaciel Jana Czerneckiego. Wydawnictwo im. Jana Czerneckiego. Kraków 2023. ISBN 978-83-8111-313-7.

## Źródła
- Antoni Waśkowski, Znajomi z tamtych lat, Kraków 1971.
- Janina Bogucka-Ordyńcowa, Cyganeria i polityka, Czytelnik 1964.
- praca zbiorowa Kopiec wspomnień, Wydawnictwo Literackie 1964.
- https://web.archive.org/web/20170421004236/http://muzeum.wieliczka.pl/czernecki-jan/.
- http://www.swiatobrazu.pl/zdjecia-sprzed-wieku-w-muzeum-zup-krakowskich-wieliczka-19797.html.
- http://kwadryga.blox.pl/2014/07/Koniec-epopei-Zelenscy-i-witraze.html.
- http://www.national-geographic.pl/blogi/archiwum/historia-pocztowek-cz-2.
- https://muzeum.wieliczka.pl/aktualnosci/kolekcja-zdjec-z-wieliczki-jana-czerneckiego